# Lucius Scribonius Libo (praetor in 204 v.Chr.)
Lucius Scribonius Libo was een politicus ten tijde van de Romeinse Republiek.
Scribonius Libo was waarschijnlijk de zoon van Lucius Scribonius Libo, die in 216 v.Chr. volkstribuun (Latijns: tribunus plebis) was. In 204 v.Chr. was hij praetor.